# Mobilní virtualizace
Mobilní virtualizace je technologie umožňující provoz více operačních systémů nebo virtuálních strojů současně na mobilním telefonu. Pro bezpečné oddělení jednotlivých virtuálních strojů slouží hypervizor. Původně byla virtualizace využívána v jiných oblastech výpočetní techniky, jako například serverová a desktopová virtualizace.
S postupným nárůstem využití virtualizace pro servery a desktopy bylo jen otázkou času, kdy pronikne i do mobilních zařízení. Virtualizace může daná zařízení zlevnit, zvýšit jejich bezpečnost a možnost opakovaného použití hardware a software, které zkracuje dobu vývoje. Dnes se čím dál častěji setkáváme s dodáváním aplikací pro Android pomocí cloudových řešení, která kladou minimální nároky na výkon uživatelova přístroje.
Dalším důvodem postupného zavedení byl požadavek ze segmentu byznys řešení na vyšší mobilitu, dostupnost a bezpečnost. Mnoho managerů využívá své mobilní telefony zároveň pro soukromé použití, což zvyšuje bezpečnostní rizika. Případně ztráta takového přístroje může být fatální. Při nasazení virtualizace a dodávání aplikací na dálku přebírá odpovědnost podnikové IT oddělení.
Dnes, na počátku 21. století se mobilní virtualizace netýká pouze mobilních telefonů, ale zároveň také televizorů, set-top boxů, apod. Díky nezávislosti na hostitelském OS můžeme zkombinovat virtualizaci s dodávkou webových cloudových řešení. Například za pomoci webově orientovaného OS Android. Zároveň není nutná výměna hardware. 
Mobilní virtualizace také vyžaduje úpravy a změny architektury hardware. V září 2010 společnost ARM oznámila, že bude podporovat mobilní virtualizaci ve svém ARM Cortex A-15 procesoru.